# John Lodge Cowley

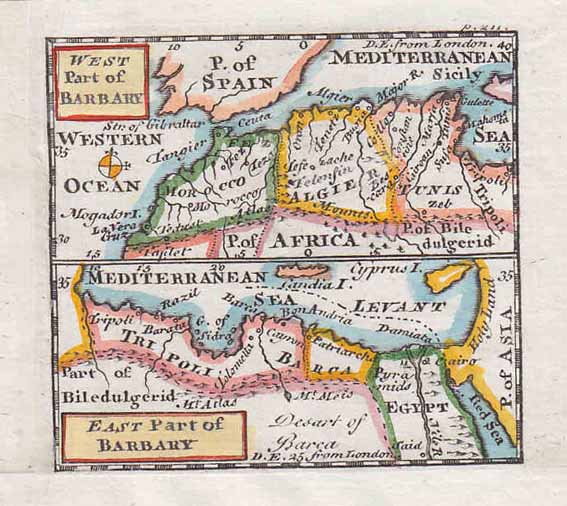
Mapa del norte de África tomado de Una nueva y sencilla introducción al estudio de la geografía, J.L.Cowley

John Lodge Cowley (1719 - 1787) fue un cartógrafo, geólogo y matemático inglés, autor de la obra "Counties of England" (Condados de Inglaterra) y de numerosos mapas, así como de varios tratados geométricos.   

## Semblanza
John Cowley fue profesor de matemáticas en la Real Academia Militar de Woolwich, Londres, durante varios años entre 1761 y 1773; y resultó elegido Miembro de la Royal Society en abril de 1768.
Sus métodos matemáticos eran famosos, pero también fue un importante geógrafo y cartógrafo real de Jorge II. Se especializó en mapas que representaban los condados del Reino Unido, trabajo del que surgió su obra más famosa, "Condados de Inglaterra". Publicó varios mapas, muchos de ellos minuciosos, en los aparecía a menudo su nombre, aunque en otros aparecía el nombre de Emanuel Bowen actuando como grabador. Otra de sus obras destacadas, pero menos famosa que "Los condados", fue "Una nueva y sencilla introducción al estudio de la geografía", que fue publicada por Thomas Cox y James Hodges. El trabajo se estructuró en preguntas y respuestas con mapas decorativos añadidos posteriormente. Sus mapas contenían títulos más largos que los que normalmente se encuentran en los mapas en miniatura estándar. Colaboró con Robert Dodsley durante varios años en la creación de sus mapas, lo que explica su atribución a Dodsley/Cowley. Entre sus obras se recuerdan los magníficos grabados que representan las constelaciones dibujadas sobre globos de cristal creados por Thomas Heath.
También publicó una serie de trabajos introductorios sobre geometría del espacio que incorporan figuras plegables: "La geometría hecha fácil" (1752), un Apéndice de los Elementos de Euclides (1758) y "La teoría de la perspectiva demostrada" (1765).
También enseñó geometría en la Academia de St. Martin's Lane, una escuela de dibujo establecida por William Hogarth y John Ellys.
Cowley murió en Walworth, Surrey, en 1797. Tuvo una hija Conocida como la señora Johnstone) que heredó la pasión de su padre por la ciencia, y que instruyó a muchos miembros de la nobleza británica en el uso de globos terráqueos y mapas.

## Galería

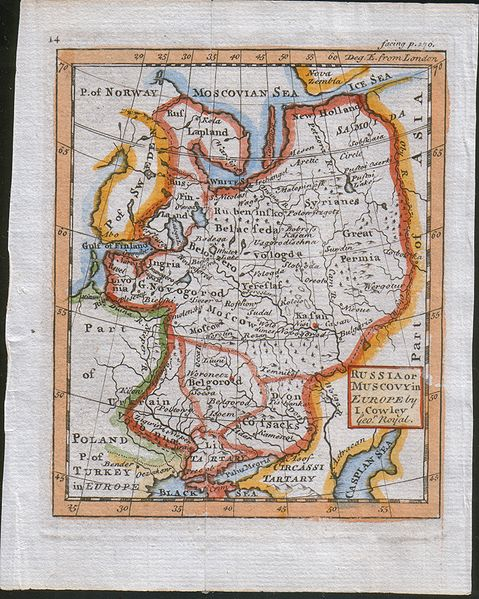
Mapa de Rusia
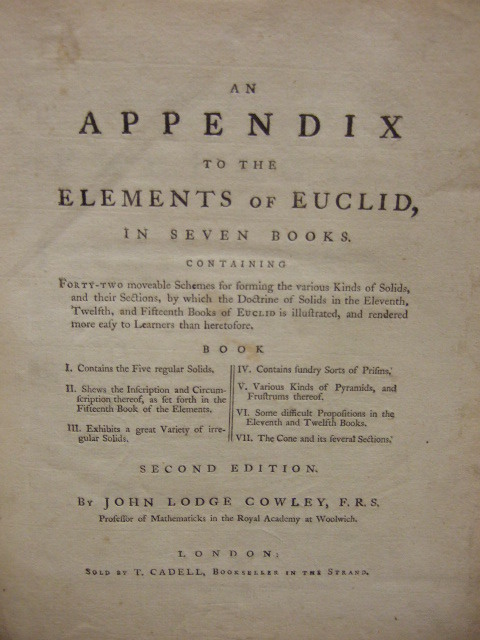
Un apéndice de los elementos de Euclides en siete libros
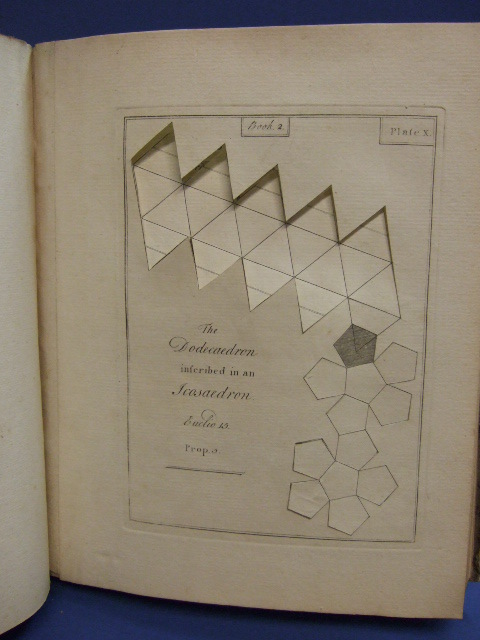
Página del libro 2 del apéndice
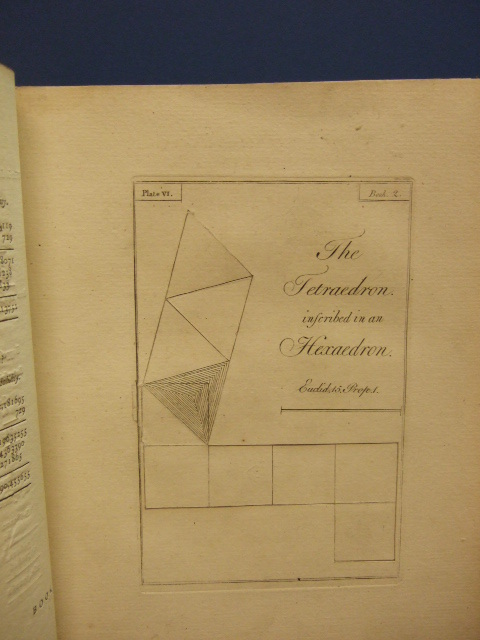
Página del libro 2 del apéndice
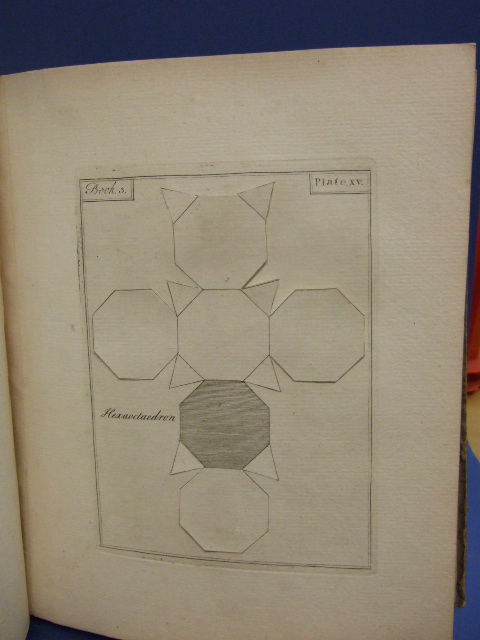
Página del libro 3 del apéndice
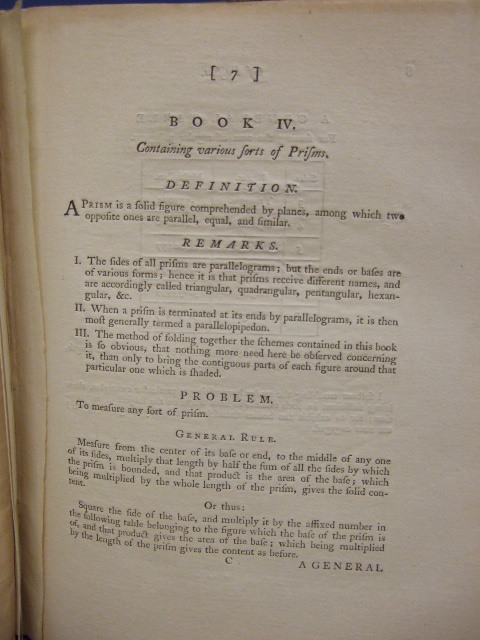
Página del libro 4 del apéndice